# Сергієнко Юрій Іванович
Ю́рій Іва́нович Сергіє́нко (11 серпня 1940, Харків, УРСР — 11 листопада 1992, Харків, Україна) — український футбольний арбітр.
Виступав у захисті харківських команд СКІФ і «Локомотив».
У двадцять років розпочав арбітраж футбольних поєдинків. З 1964 року почав обслуговувати матчі елітного дивізіону чемпіонату СРСР. 23 серпня 1971 року дебютував як головний арбітр. У тому матчі ташкентський «Пахтакор» з великим рахунком переміг тбіліське «Динамо» (5:1). До складу суддівської бригади входили харків'яни Семен Резенкін і Сергій Файбусович.
З 18 грудня 1972 року — суддя всесоюзної категорії. Тричі входив до списку найкращих футбольних суддів країни: (1974, 1976 і 1978).
Протягом 27 сезонів обслуговував матчі на найвищому рівні. На внутрішній арені провів як головний рефері 151 зустріч, а в 81 матчі був боковим суддею. Нагороджений пам'ятною золотою медаллю за суддівство понад 100 матчів у вищій лізі. Обслуговував понад 40 міжнародних поєдинків.
Працював головним інженером автотранспортного підприємства в Харкові.
| Турнір          | Роки      | Головний арбітр | Лайсмен |
| --------------- | --------- | --------------- | ------- |
| Вища ліга       | 1964-1990 | 132             | 81      |
| Перша ліга      | 1972-1985 | 8               | 0       |
| Кубок СРСР      | 1973-1987 | 8               | 0       |
| Кубок Федерації | 1986-1989 | 3               | 0       |
| Кубок чемпіонів | 1974-1981 | 2               | 3       |
| Кубок УЄФА      | 1975-1976 | 1               | 1       |
| Кубок кубків    | 1979      | 0               | 1       |